# Otto Nicolai
Pour les articles homonymes, voir Nicolai.
 (octobre 2019).
Si vous disposez d'ouvrages ou d'articles de référence ou si vous connaissez des sites web de qualité traitant du thème abordé ici, merci de compléter l'article en donnant les références utiles à sa vérifiabilité et en les liant à la section « Notes et références ».
Œuvres principales
- Les Joyeuses commères de Windsor

Carl Otto Ehrenfried Nicolai (né le 9 juin 1810 à Königsberg – mort le 11 mai 1849 à Berlin) est un compositeur romantique prussien.

## Biographie
Otto Nicolai est né non loin de l'église de Steindamm (de) et est baptisé dans cette église le 21 juin 1810. Enfant prodige, Otto Nicolai apprend dans un premier temps le piano avec son père. À l'âge de 16 ans, il fugue et se rend à Berlin étudier auprès de Carl Friedrich Zelter. Il connaît plusieurs succès en royaume de Prusse, par ses compositions (avec sa Première symphonie en 1831) et, dans des concerts publics, par ses dons d'interprète.
En 1833, il est nommé organiste à la chapelle de l'ambassade de Prusse à Rome. Il est ensuite nommé Kapellmeister à Vienne en 1837, dont il devient rapidement une figure importante de la vie musicale. Lors de sa venue à Vienne en 1845, Hector Berlioz le rencontre et se montre très élogieux à son endroit : « L'éminent artiste Nicolaï. (...) Je le regarde comme un des plus excellents chefs d'orchestre que j'aie jamais rencontrés, et comme un de ces hommes dont l'influence suffit à donner une supériorité musicale évidente à la ville qu'ils habitent. (...) C'est un compositeur savant, exercé, et susceptible d'enthousiasme » En 1844, on lui propose de succéder à Felix Mendelssohn à Berlin, mais il n'y retournera que la dernière année de sa courte vie.
Le 9 mars 1849, son chef-d'œuvre, l'opéra Les Joyeuses commères de Windsor, adapté du drame éponyme de Shakespeare, est représenté au Hofoper de Berlin. Nicolai veut innover en créant un opéra débarrassé des influences italiennes et prussiennes. On y sent toutefois les influences de Rossini et de Carl Maria von Weber. Le 11 mai de la même année, deux jours après avoir été nommé directeur musical de l'Opéra de Berlin (Hofkapellmeister du Staatsoper Berlin), il meurt d'une hémorragie cérébrale. Le même jour, il avait été élu membre de l'Académie royale de Prusse. 
Otto Nicolai fut aussi un des créateurs de l'orchestre philharmonique de Vienne.
On lui doit cinq opéras. Outre Les Joyeuses commères de Windsor, il est l'auteur d'un très important Il Templario (en français : « Le templier », 1840), dont le livret est tiré d’Ivanhoé de Walter Scott. L'œuvre a été créée la même année que La Vestale de Saverio Mercadante et Saffo de Giovanni Pacini.
Il a laissé aussi des lieder, de la musique pour orchestre, pour chœur et des sonates.

## Œuvre

### Operas
| Titre                                                                                           | Genre                                    | Actes   | Livret                                                                               | Composition | Date de création | Lieu de création                                                      |
| ----------------------------------------------------------------------------------------------- | ---------------------------------------- | ------- | ------------------------------------------------------------------------------------ | ----------- | ---------------- | --------------------------------------------------------------------- |
| La figlia abbandonata (« La Fille abandonnée »)                                                 |                                          |         |                                                                                      | 1837        | inachevé         |                                                                       |
| Rosmonda d'Inghilterra (donné sous le titre de : Enrico II, lors de la première représentation) | melodramma serio (« mélodrame sérieux ») | 2 actes | Felice Romani                                                                        | 1837–1838   | 26 novembre 1839 | Trieste, Teatro Grande                                                |
| Il templario (de) (« Le Templier »)                                                             | melodramma                               | 3 actes | Girolamo Maria Marini, d'après Walter Scott                                          | 1839–1840   | 11 février 1840  | Turin, Teatro Regio                                                   |
| Gildippe ed Odoardo                                                                             | melodramma                               | 3 actes | Temistocle Solera                                                                    | 1840        | 26 décembre 1840 | Gênes                                                                 |
| Il proscritto (« Le Proscrit »)                                                                 |                                          | 3 actes | Gaetano Rossi                                                                        | 1841        | 13 mars 1841     | Milan, La Scala                                                       |
| Die Heimkehr des Verbannten (« Le Retour de l'exilé », révision de Il proscritto)               | tragische Oper                           | 3 actes | Siegfried Kapper                                                                     | 1843        | 3 février 1844   | Vienne, Theater am Kärntnertor (« Théâtre de la Porte de Carinthie ») |
| Der Tempelritter (« Le Chevalier du Temple », révision de : Il templario)                       |                                          | 3 actes | Siegfried Kapper                                                                     | 1845        | 20 décembre 1845 | Vienne, Theater am Kärntnertor (« Théâtre de la Porte de Carinthie ») |
| Die lustigen Weiber von Windsor                                                                 | opéra-comique et fantastique             | 3 actes | Salomon Hermann Mosenthal, d'après The Merry Wives of Windsor de William Shakespeare | 1845–1846   | 9 mars 1849      | Berlin, Königliche Hofoper                                            |